# Montsoreau
Montsoreau (pronúncia em francês: [mɔ̃soʁo]) é uma comuna francesa do Vale do Loire na região administrativa do País do Loire, no departamento de Maine-et-Loire a 160 km da costa atlântica e a 250 km de Paris. Estende-se por uma área de 5,19 km². Em 2010 a comuna tinha 444 habitantes (densidade: 85,5 hab./km²).
Em 2015, o colecionador de arte contemporânea francês Philippe Méaille, associado a Christian Gillet, presidente do departamento francês do Maine-et-Loire, assinou um acordo para transformar o Castelo de Montsoreau em um museu de arte contemporânea internacional pelos próximos 25 anos. O Castelo de Montsoreau tornou-se o lar da extraordinária coleção de Méaille de conceitualistas radicais Art & Language e foi renomeada Castelo de Montsoreau - Museu de Arte Contemporânea.
Montsoreau foi identificado sob o nome Restis (rede de corda ou peixe) no final da antiguidade clássica como um porto no Loire, na confluência do Loire e do Vienne. Ele tomou o nome de Montsoreau (Monte Soreau) de um promontório rochoso situado no leito do rio Loire e cercado por água. Houve três grandes edifícios neste promontório, um templo galo-romano ou prédio administrativo, um castelo fortificado e um palácio renascentista.
Montsoreau era, até o século XVII, um centro de jurisdição e o seigneury de Montsoreau se estendia do rio Loire até o castelo Seuilly-l'Abbaye e Coudray, no sul. Após a Revolução Francesa, a exploração de uma pedra de construção, a pedra de Tuffeau, passou brutalmente sua população de 600 habitantes para mais de 1000, mantida durante a primeira metade do século XIX. Essa pedra, fácil de trabalhar, foi gradualmente esgotada e a população diminuiu para estabilizar novamente cerca de 600 pessoas. Montsoreau, então, concentrou suas atividades no comércio agrícola, vinícola e fluvial até o final do século XIX. Durante o século XX, Montsoreau viu o comércio fluvial substituído pelo comércio terrestre e o aumento de uma economia do turismo.
A vila está listada entre as mais belas aldeias da França e faz parte do Patrimônio Mundial da UNESCO no Vale do Loire.

## Etimologia
O nome Monte Soreau (Castrum Monte Sorello, Mons Sorello, Mountsorrell, Monte-Sorel, Monsorel, Munsorel, Muntesorel ou Montsorel), aparece em sua forma latina, pela primeira vez, em 1086 em um cartulario. [15] Mons ou Monte (monte) refere-se ao promontório rochoso, localizado no leito do rio Loire, e no qual foi construída a fortaleza de Montsoreau. Nenhuma interpretação foi dada sobre o nome Sorello, que é encontrado em várias formas latinoizadas: Sorello, Sorel, Sorelli.
Seu primeiro nome registrado no final do período romano foi o Domaine de Rest ou Restis, Restis (rede de corda ou peixe) referente ao seu porto.

### Variações do nome
- Montsoreau
- Monsoreau

## Geografia

### Localização
Montsoreau fica no centro do Vale do Loire, no noroeste da França, a 160 km do Oceano Atlântico e a aproximadamente 12 km de Saumur, Chinon e Bourgueil. Está situado no departamento de Maine-et-Loire, no sudeste, aproximadamente a meio caminho entre Paris e Bordéus. A vila fica na encruzilhada das três principais regiões administrativas de: País do Loire, Centro-Vale do Loire e Nouvelle Aquitaine, e dos três departamentos de Maine-et-Loire, Indre-et-Loire e Vienne.
Montsoreau faz parte da Área Metropolitana de Saumur Val de Loire e compartilha fronteiras com os municípios dos departamentos de Maine-et-Loire e Indre-et-Loire. Esses municípios são: Candes-Saint-Martin, Chouzé-sur-Loire, Fontevraud-l'Abbaye e Turquant.

### Hidrologia
O rio Loire, apelidado de último rio selvagem da Europa, é o rio mais longo da França (1.006 quilômetros). É uma das principais atrações turísticas de Montsoreau, e chega até aqui, na confluência dos rios Vienne e Loire, em toda a sua largura. A jusante, já foram infladas as águas dos rios Indre e Cher. O leito do rio mudou consideravelmente ao longo dos séculos, e vale a pena notar que a confluência com o rio Vienne estava em Saumur antes da grande inundação de janeiro de 1496.

### Clima
O clima de Montsoreau é caracterizado pelo alto sol do Vale do Loire, uma região favorável ao vinho e ao cultivo de frutas. Além disso, existem importantes influências oceânicas e a proximidade do Loire, dando à vila um clima localmente chamado de "doce". O verão é quente e seco e o inverno é ameno e úmido. A precipitação é baixa a média durante a estação. O vento é característico do corredor do Loire, médio e relativamente constante.
| Dados climáticos para Montsoreau                                    | Dados climáticos para Montsoreau | Dados climáticos para Montsoreau | Dados climáticos para Montsoreau | Dados climáticos para Montsoreau | Dados climáticos para Montsoreau | Dados climáticos para Montsoreau | Dados climáticos para Montsoreau | Dados climáticos para Montsoreau | Dados climáticos para Montsoreau | Dados climáticos para Montsoreau | Dados climáticos para Montsoreau | Dados climáticos para Montsoreau | Dados climáticos para Montsoreau |
| Mês                                                                 | Jan                              | Fev                              | Mar                              | Abr                              | Mai                              | Jun                              | Jul                              | Ago                              | Set                              | Out                              | Nov                              | Dez                              | Ano                              |
| ------------------------------------------------------------------- | -------------------------------- | -------------------------------- | -------------------------------- | -------------------------------- | -------------------------------- | -------------------------------- | -------------------------------- | -------------------------------- | -------------------------------- | -------------------------------- | -------------------------------- | -------------------------------- | -------------------------------- |
| Recorde alta °C (°F)                                                | 16.9 (62.4)                      | 20.8 (69.4)                      | 23.7 (74.7)                      | 29.2 (84.6)                      | 31.8 (89.2)                      | 36.7 (98.1)                      | 37.5 (99.5)                      | 39.8 (103.6)                     | 34.5 (94.1)                      | 29.0 (84.2)                      | 22.3 (72.1)                      | 18.5 (65.3)                      | 39.8 (103.6)                     |
| Média alta °C (°F)                                                  | 11.1 (52)                        | 12.1 (53.8)                      | 15.1 (59.2)                      | 17.4 (63.3)                      | 22.5 (72.5)                      | 27 (81)                          | 26.4 (79.5)                      | 27.2 (81)                        | 21.6 (70.9)                      | 19.9 (67.8)                      | 12.7 (54.9)                      | 9.2 (48.6)                       | 19.2 (66.6)                      |
| Média diária °C (°F)                                                | 6.2 (43.2)                       | 8.2 (46.8)                       | 10.8 (51.4)                      | 10.9 (51.6)                      | 16.5 (61.7)                      | 20.6 (69.1)                      | 20.8 (69.4)                      | 21.4 (70.5)                      | 16.5 (61.7)                      | 15 (59)                          | 8.5 (47.3)                       | 5.9 (42.6)                       | 14.1 (57.4)                      |
| Média baixa °C (°F)                                                 | 8.8 (47.8)                       | 4 (39)                           | 6.5 (43.7)                       | 4.5 (40.1)                       | 10.6 (51.1)                      | 14.2 (57.6)                      | 15.3 (59.5)                      | 15.3 (59.5)                      | 11.2 (52.2)                      | 10.2 (50.4)                      | 4.4 (39.9)                       | 2.6 (36.7)                       | 9.0 (48.2)                       |
| Média precipitação mm (pol.)                                        | 66 (2.6)                         | 35 (1.38)                        | 50 (1.97)                        | 3.5 (0.138)                      | 45 (1.77)                        | 51 (2.01)                        | 27 (1.06)                        | 15.5 (0.61)                      | 34 (1.34)                        | 11.5 (0.453)                     | 29 (1.14)                        | 40 (1.57)                        | 411 (16.18)                      |
| Média de dias ensolarados                                           | 1.7                              | 1.9                              | 1.4                              | 0.2                              | 0.1                              | 0.0                              | 0.0                              | 0.0                              | 0.0                              | 0.0                              | 0.4                              | 1.3                              | 7.0                              |
| Média umidade relativa (%)                                          | 88                               | 84                               | 80                               | 77                               | 77                               | 75                               | 74                               | 76                               | 80                               | 86                               | 89                               | 89                               | 81.3                             |
| Média mensal horas de sol                                           | 69.9                             | 90.3                             | 144.2                            | 178.5                            | 205.6                            | 228                              | 239.4                            | 236.4                            | 184.7                            | 120.6                            | 67.7                             | 59.2                             | 1 824,5                          |
| Source #1: Climatologie mensuelle à la station de Montreuil-Bellay. |                                  |                                  |                                  |                                  |                                  |                                  |                                  |                                  |                                  |                                  |                                  |                                  |                                  |
| Source #2: Infoclimat.fr (humidity, snowy days 1961–1990)           |                                  |                                  |                                  |                                  |                                  |                                  |                                  |                                  |                                  |                                  |                                  |                                  |                                  |

### Dados demográficos
Os números oficiais da população de Montsoreau são de 449 habitantes, segundo o INSEE, perdendo 1,8% da população entre 2010 e 2015. A demografia de Montsoreau depende muito da atividade da cidade, segundas residências e aposentados. Como a economia da cidade está centrada no turismo e na agricultura, o número de seus habitantes é limitado pelas restrições geográficas, pela densidade de seu habitat e pelo fato de que uma parte da terra da cidade é dedicada ao cultivo de videiras, e as instalações agrícolas dos produtores de vinho (armazéns, vinícolas, adegas).  No entanto, a pressão imobiliária é relativamente importante em Montsoreau, resulta dos altos níveis de proteção das regras de planejamento urbano devido às diferentes classificações territoriais (UNESCO, Nacional, Regional e Departamental) e leva naturalmente a um aumento do patrimônio imobiliário preços